# Кучербаєво
Кучерба́єво (рос. Кучербаево, башк. Күсәрбай) — присілок у складі Стерлітамацького району Башкортостану, Росія. Входить до складу Рязановської сільської ради.
Населення — 332 особи (2010; 278 в 2002).
Національний склад:
- башкири — 93%